# Сантяго де Куба
Вижте пояснителната страница за други значения на Сантяго.
Сантяго де Куба е град в Република Куба, столица на провинция Сантяго де Куба, в югоизточната част на остров Куба.

## История
Сантяго де Куба е основан през ХVI век от испанския конкистадор Диего Веласкес де Куеяр. Година по-късно същият човек полага и основите на бъдещата столица. Там е и най-голямото пристанище на Карибско море.
На 1 януари 1959 г.Фидел Кастро обявява победата на Кубинската революция от тераса на градската управа в Сантяго.
Крепостта Сан Педро де ла Рока е включена в Списъка на световното културно и природно наследство на ЮНЕСКО. Градът е известен и с традиционните си танци сон кубано, от които произлиза салсата.
В града, смятан за културната столица на Куба, са родени прочутите музиканти Компай Сегундо и Ибраим Ферер.

## Население
Сантяго де Куба има население от 433 498 жители (по приблизителна оценка от 2017 г.), което го прави втория град в страната след столицата Хавана. Площта на града е 1024 km², а гъстотата на населението – 482,8 д./km².

## Спорт
Градът е дом на футболния отбор играещ в първата дивизия на Куба, настоящ шампион на страната (2017 г.) – „ФК Сантяго де Куба“.

## Известни личности
Родени в Сантяго де Куба
- Деси Арнас (1917 – 1986), музикант
- Жозе-Мария дьо Ередия (1842 – 1905), поет
- Вилма Еспин (1930 – 2007), политик
- Пол Лафарг (1842 – 1911), политик
- Гилермо Ривера (1943 – 2017), писател
- Марсия дел Рио (р. 1934), писателка
- Владимир Сабоурин (р. 1967), български литературен критик
- Османи Хуанторена (р. 1985), волейболист

Починали в Сантяго де Куба
- Родриго де Бастидас (1465 – 1527), конкистадор